# Noel Acciari
Noel Acciari (ur. 1 grudnia 1991 w Johnston, Rhode Island, USA) – hokeista amerykański, gracz ligi NHL.

## Kariera klubowa
- Providence College (2011 - 2.06.2015)
- Boston Bruins (2.06.2015 - 1.07.2019)
  -  Providence Bruins (2015 - 2017)
- Florida Panthers (1.07.2019 - nadal)

## Sukcesy
Klubowe
- Prince of Wales Trophy z zespołem Boston Bruins w sezonie 2018-2019